# Latronico

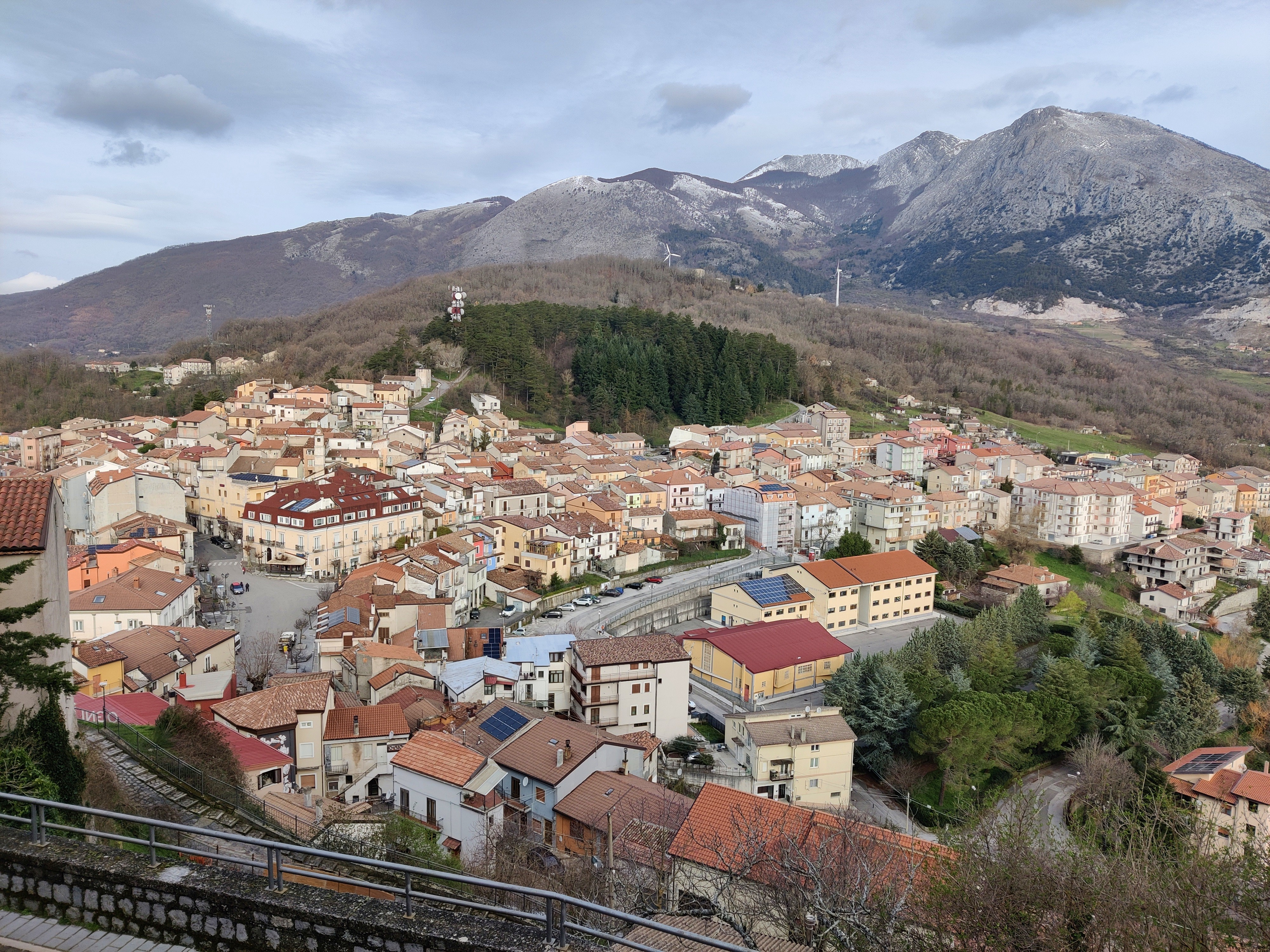
Latronico

Latronico ([laˈtroniko]) è un comune italiano di 3 976 abitanti della provincia di Potenza in Basilicata.

## Geografia fisica

### Territorio
Il centro è posizionato a 888 m s.l.m all'entrata della valle del Sinni, nella parte sud-occidentale della provincia, e sorge ai piedi del monte Alpi, un'imponente montagna dell'Appennino meridionale, costituito da tre cime denominate Santa Croce (1893 m s.l.m.), Punta del Corvo (1880 m s.l.m.) e Pizzo Falcone (1900 m s.l.m.).
Ha una superficie di 75,98 km² prevalentemente montuoso ed è attraversato dal fiume Sinni e dal torrente Fiumitello, entrambi a regime torrentizio.
Il paese nasce inizialmente attorno alla parte alta per poi svilupparsi successivamente nelle zone sottostanti. Lo si può notare guardando la struttura urbanistica: è sostanzialmente a "macchia d'olio" e si può distinguere una parte, dove sorge il centro storico, denominata Capadavutu e una parte bassa detta Capabbasciu. Nella zona denominata dagli abitanti Munisterio in tempi antichi sorgeva un convento di Gesuiti.
Confina con i comuni di Episcopia (14 km), Castelluccio Superiore (19 km), Castelluccio Inferiore (20 km), Lauria (22 km), Carbone (24 km), Castelsaraceno e Fardella (25 km).
- Classificazione sismica: zona 2 (sismicità media)[8], Ordinanza PCM n. 3274 del 20/03/2003

### Clima
Nel territorio comunale è ubicata la stazione meteorologica di Latronico, ufficialmente riconosciuta dall'organizzazione meteorologica mondiale, fondamentale punto di riferimento per lo studio del clima che caratterizza l'Appennino Meridionale.
In base alle medie climatiche del periodo 1971-2000, la temperatura media del mese più freddo, febbraio, è di +4,2 °C, mentre quella del mese più caldo, agosto, è di +20,8 °C; mediamente si contano 30 giorni di gelo all'anno e 4 giorni con temperatura massima uguale o superiore ai +30 °C. I valori estremi di temperatura registrati nel medesimo trentennio sono i -9,4 °C del gennaio 1979 e i +34,8 °C dell'agosto 2000.
Le precipitazioni medie annue si attestano a 981 mm, mediamente distribuite in 91 giorni di pioggia, con minimo in estate, picco massimo in inverno e massimo secondario in autunno.
L'umidità relativa media annua fa registrare il valore di 73 % con minimo di 65 % a luglio e massimi di 80 % a novembre e a dicembre; mediamente si contano 12 giorni di nebbia all'anno.
Di seguito è riportata la tabella con le medie climatiche e i valori massimi e minimi assoluti registrati nel trantennio 1971-2000 e pubblicati nell'Atlante Climatico d'Italia del Servizio Meteorologico dell'Aeronautica Militare relativo al medesimo trentennio.
| Latronico (1971-2000)      | Mesi | Mesi  | Mesi | Mesi | Mesi | Mesi | Mesi | Mesi | Mesi | Mesi  | Mesi  | Mesi  | Stagioni | Stagioni | Stagioni | Stagioni | Anno  |
| Latronico (1971-2000)      | Gen  | Feb   | Mar  | Apr  | Mag  | Giu  | Lug  | Ago  | Set  | Ott   | Nov   | Dic   | Inv      | Pri      | Est      | Aut      | Anno  |
| -------------------------- | ---- | ----- | ---- | ---- | ---- | ---- | ---- | ---- | ---- | ----- | ----- | ----- | -------- | -------- | -------- | -------- | ----- |
| T. max. media (°C)         | 6,4  | 6,7   | 9,0  | 11,8 | 17,1 | 21,2 | 24,5 | 24,6 | 20,9 | 15,9  | 10,8  | 7,6   | 6,9      | 12,6     | 23,4     | 15,9     | 14,7  |
| T. min. media (°C)         | 2,0  | 1,6   | 3,1  | 5,3  | 10,1 | 13,7 | 16,4 | 16,9 | 13,9 | 10,2  | 5,9   | 3,1   | 2,2      | 6,2      | 15,7     | 10,0     | 8,5   |
| Precipitazioni (mm)        | 92,7 | 105,9 | 84,3 | 94,4 | 57,7 | 35,4 | 23,1 | 37,6 | 64,6 | 113,5 | 140,9 | 130,5 | 329,1    | 236,4    | 96,1     | 319,0    | 980,6 |
| Giorni di pioggia          | 9    | 9     | 9    | 10   | 7    | 4    | 3    | 5    | 6    | 8     | 10    | 11    | 29       | 26       | 12       | 24       | 91    |
| Giorni di nebbia           | 2    | 2     | 2    | 1    | 1    | 0    | 0    | 0    | 0    | 1     | 1     | 2     | 6        | 4        | 0        | 2        | 12    |
| Umidità relativa media (%) | 79   | 76    | 73   | 72   | 72   | 69   | 65   | 66   | 69   | 75    | 80    | 80    | 78,3     | 72,3     | 66,7     | 74,7     | 73    |

Classificazione climatica di Latronico: Zona climatica E, 2535 GG.

## Storia

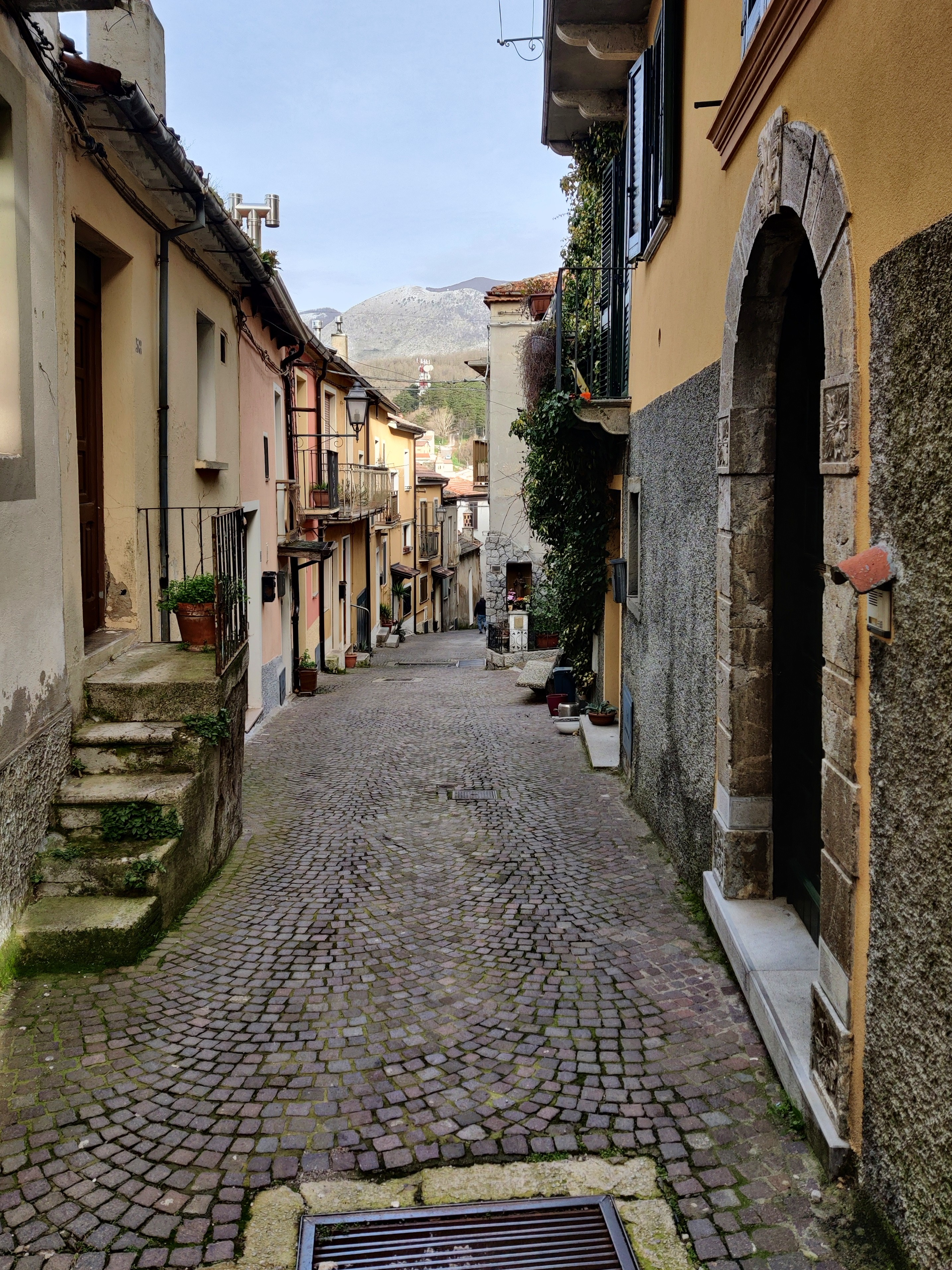
Centro storico

Vi sono diverse opinioni sulla derivazione del suo nome: secondo alcuni deriverebbe da due termini di lingua greca che significano "luogo nascosto", mentre altri affermano che sia una derivazione del termine anch'esso greco Latomia (cava di pietre, tuttora presenti sul territorio comunale) con l'aggiunta del suffisso -ico.
Allo stesso modo del nome anche le origini dell'attuale centro abitato di Latronico sono molto incerte. Nel corso degli anni è stato provato con ricerche archeologiche che esistesse un insediamento di una comunità di origine enotria nella località che oggi viene chiamata Colle dei Greci. Gli insediamenti umani nel territorio di Latronico sono presenti fin dal Mesolitico (circa 8000 a.C.). Testimonianza ne è il ritrovamento di tracce di una comunità di uomini primitivi che vissero in piccoli gruppi per oltre 6000 anni nelle Grotte di Calda praticando essenzialmente un'economia di tipo agro-pastorale.
Il primo nucleo abitativo risale probabilmente all'Alto Medioevo ad opera di una popolazione rurale che si stabilì su un colle più alto per sottrarsi alle scorribande di Longobardi e Saraceni.
Le vicende storiche di Latronico e del suo popolo continuano ad essere oscure dal III secolo a.C. all'XI secolo, quando solo nel 1063 per la prima volta compare il nome di Latronico in un documento, il Syllabus Graecarum Membranarum.
Negli anni che seguirono il paese fu feudo di Cola di Jonata, dei Sanseverino, dei Palmieri, dei Corcione e infine dei Gesuiti. Quando i Gesuiti furono espulsi dal Regno di Napoli (1767) il feudo passò al Demanio.
Alla fine del Settecento anche Latronico partecipava attivamente alla vita della Repubblica Partenopea, e alcuni latronichesi, che avevano evidentemente a cuore le idee rivoluzionarie di libertà, fratellanza e uguaglianza furono inclusi nel "Notamento dei Rei di Stato" e andarono così incontro al carcere e alla morte.
Anche Latronico dal 1861 al 1865 ebbe i suoi briganti, che erano organizzati in bande, fra cui quella di Nicola De Luca (detto Scaliero) e quella di Francesco Viola (Pedatella).
Scoppiò la Grande Guerra e Latronico pagò uno scotto di 52 tra morti e dispersi e 12 mutilati.
Durante l'epoca fascista si incominciarono a sfruttare le sorgenti solfo-magnesiache site in contrada Calda, costituendo una società e costruendo uno stabilimento termale all'avanguardia per l'epoca. Questo fece di Latronico una delle zone di cura, svago e riposo più importanti dell'intera Basilicata. Sempre durante il ventennio fascista al comune di Latronico furono aggregate le frazioni di Agromonte Magnano e Agromonte Mileo.
Durante gli anni sessanta Latronico vide il suo più grande incremento demografico, situazione che da quegli anni non si è più ripetuta a causa della piaga sociale che da molti anni ormai condiziona pesantemente lo sviluppo meridionale: l'emigrazione.

### Simboli

Stemma del Comune di Latronico.

Lo stemma e il gonfalone sono stati concessi con decreto del presidente della Repubblica del 6 ottobre 2003.
Blasonatura stemma
I tre monti sovrastati da tre stellette a cinque raggi d'argento (chiaro riferimento al Monte Alpi), rappresentano l'unità dei latronichesi e il profondo legame che intercorre tra gli abitanti del paese e il monte.
Blasonatura gonfalone

## Monumenti e luoghi d'interesse

### Architetture religiose

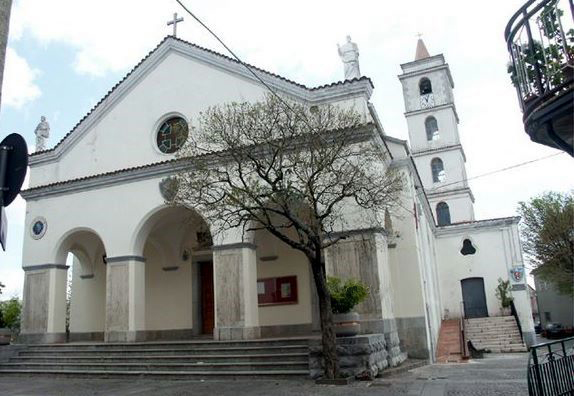
Vista della basilica di Sant'Egidio.

#### Basilica di Sant'Egidio Abate
La basilica di Sant'Egidio Abate è situata nel centro storico, sull'omonima piazza. La data probabile dell'ampliamento è quella del 1570, quando fu scolpita la statua del Santo, cui la chiesa è dedicata. L'edificio crollò in parte a causa dei terremoti del 1837 e del 1857, la ricostruzione fu ultimata nel 1859.
L'interno è a tre navate, divise da sei colonne con capitelli dorici. Sulle prime due colonne della navata centrale sono ubicate due acquasantiere datate 1859, realizzate con marmo locale. Nel transetto a destra c'è una tela ad olio del XVIII secolo raffigurante Sant'Alfonso. Si notano sulle pareti laterali dell'abside le tele dipinte ad olio Sant'Egidio nella gloria di Emilio Larocca di Trecchina e il polittico Vita di Sant'Egidio realizzato dal latronichese Egidio Viola.
Nel transetto a sinistra si può ammirare l'affresco del XVIII secolo Incontro di Sant'Egidio col re Wamba, dal quale dal 1709 trasuda in uno o più venerdì di marzo il miracolo della Santa Manna. Poco lontano troviamo in una nicchia la statua marmorea del santo realizzata nel 1570. Di recente costruzione la cripta (1998) che custodisce gelosamente il busto in argento finemente lavorato del protettore del paese, il cui volto manifesta un'espressione di severo ascetismo.
La chiesa di Sant'Egidio fu dichiarata basilica minore da papa Paolo VI, nel 1971.

#### Chiesa di San Nicola
La chiesa di San Nicola, risalente al XII secolo, domina il paese e costituisce uno degli edifici più caratteristici del centro storico. È a navata unica con torre campanaria quadrata. Il presbiterio è su un piano rialzato. Custodisce sull'altare il dipinto ad olio del settecento, restaurato nel 1852, della Madonna della Pietà di Simone Oliva (pittore di Tursi). Nell'anno 2009, nell'ambito di una rappresentazione di opere d'arte permanenti sul territorio latronichese, sono stati posti all'interno del campanile fari a luce rossa temporizzata che accendendosi ogni 15 minuti lo illuminano. La luce resta accesa per 64 secondi in memoria dei 64 tra morti, mutilati e invalidi che Latronico pagò durante il primo conflitto mondiale.

#### Chiesa di Santa Maria delle Grazie
La chiesa di Santa Maria delle Grazie sorgeva al centro dell'attuale piazza del paese. Demolita per allargare la piazza, fu spostata alla base del rialto nel rione Munisterio dove già si trovava la cappella della SS. Concezione.
La chiesa è a navata unica con torre campanaria quadrata e al suo interno custodisce un altare barocco con un affresco del Crocifisso risalente al XVIII secolo. Degna di nota la statua lignea settecentesca della Madonna delle Grazie. Restaurata dal 1988, è stata riaperta nel 1996.

#### Altre chiese
- la cappella di San Cataldo
- la cappella di San Vito
- la cappella di Sant'Antonio

### Architetture civili

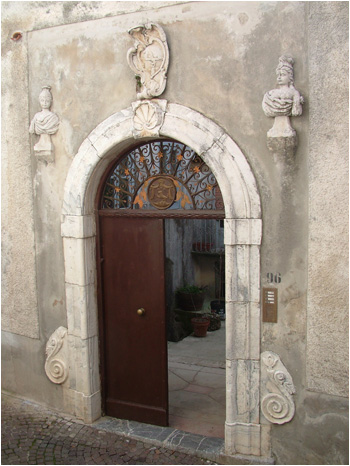
Il portale di Palazzo Arcieri

#### Palazzo Arcieri
Antico palazzo appartenente alla famiglia Arcieri, una tra le ricche famiglie di possidenti e, per tutto il XIX secolo, la famiglia che ha espresso a Latronico il massimo grado di cultura. Il palazzo sito in via Dante 96 inizialmente contava 64 vani, tra cui un oratorio privato.
Presenta un interessante portale con stemma nobiliare, volute e una rosta in ferro battuto che testimonia la bravura degli artigiani nella lavorazione della pietra locale. Molto interessante il cortile interno attraverso il quale si nota un uso particolare del marmo.

#### Palazzo Gioia
Imponente palazzo posto in posizione dominante sull'altopiano della piazza principale, è appartenuto alla famiglia Gioia. Utilizzato oltre che come residenza anche da magazzino, ha sull'entrata principale un notevole portale in marmo bianco con stemma nobiliare.

### Altro
- Centro storico antico, con le sue caratteristiche stradine tortuose e i diversi portali in pietra lavorata o in marmo del Monte Alpi. Degni di menzione quello di via Dante 124, ex casa Maturi, con fregi floreali e animalistici e quello situato in via Dante 191/193 con un originale portale in pietra locale, con un fregio floreale e la data 1548 scolpiti in bassorilievo nella chiave di volta. Sono testimonianza del livello dell'artigianato locale, definibile come artistico. Innumerevoli le edicole votive ammirabili.
- I Calanchi: uno dei punti panoramici più suggestivi del paese, delimitano sul lato est e nord-est il centro storico. Costituiscono una forma mista di erosione e colamento dei terreni argillosi e si presentano come un ventaglio di creste affilate disposte una accanto all'altra che delimitano impluvi stretti e ripidi. Da tale zona è possibile vedere le montagne del Massiccio del Pollino, dei Monti di Lauria, di Colle dei Greci e gran parte della vallata del Sinni.
- Earth Cinema di Anish Kapoor: all'interno della zona verde del complesso termale in località Calda è stata realizzata dall'artista Anish Kapoor un'opera d'arte dal titolo "Earth Cinema" ossia "cinema di terra". Composta di cemento è rappresentata da un taglio scavato nella terra (45 metri di lunghezza e 7 di profondità) in cui le persone entrano dai due lati, all'interno della quale vi è una lunga feritoia che permette di vedere all'interno delle viscere del terreno circostante.
- Stabilimento termale:  in contrada Calda è ubicato uno stabilimento termale dove da maggio a ottobre si possono effettuare molti tipi di cure idropiniche. Il complesso basa le sue cure sul valore terapeutico delle acque bicarbonato solfato calcica e bicarbonato calcica sulfurea. Le acque bicarbonato calciche sulfuree di Latronico sono selettivamente indicate per le malattie delle vie respiratorie, artroreumatiche, epatobiliari e gastroenteriche, delle vene e nella riabilitazione delle funzionalità respiratorie[15]. Questi benefici sulla salute hanno fatto sì che venissero sfruttate già dal primo Novecento.

### Siti archeologici
- Colle dei Greci
La ricerca archeologica a Latronico si è svolta a più riprese nel corso degli anni ed ha portato alla luce diversi siti archeologici di interesse rilevante. Uno di questi è l'altura di Colle dei Greci che, allo stato attuale delle ricerche, sembra essere stata occupata tra il VII e il V secolo a.C. da piccoli gruppi di stirpe enotria. In tale sito sono state individuate varie zone cimiteriali dalle quali sono state dissepolte a più riprese vasi di tipo greco, spade, pugnali, fuseruole, alari, statuette, elmi, ambre, bacili in bronzo. Rilevante il ritrovamento di una sepoltura completa di scheletro risalente a 2500 anni fa.
- Grotte di Calda
Cinque Grotte situate in località Calda sono state oggetto di ricerca archeologica da parte di diversi esperti nel corso degli anni. All'interno di esse oltre a formazioni calcaree come stalattiti e stalagmiti sono stati portati alla luce diversi reperti che vanno dall'8000 al 1300 a.C., quali industrie litiche e su osso, ceramiche dell'Età del Rame e del Neolitico fino ad arrivare all'Età del Bronzo. Questi e molti altri reperti sono apprezzabili nel Museo Civico Archeologico.
- Pesce fossile
Alle pendici del Monte Alpi, su una grossa lastra di pietra in contrada Iannazzo è possibile vedere il fossile di un pesce accreditato dagli esperti come un esemplare di Istiophoridae del genere makaira (noto agli appassionati di pesca come marlin) lungo 235 cm, alto 95 cm e dal rostro di 30 cm, risalente a circa 30 milioni di anni fa. Esso costituisce una preziosa testimonianza di un ambiente marino risalente al Miocene.

### Aree naturali
Latronico è un comune del Parco nazionale del Pollino e della Comunità montana Lagonegrese ed è perciò ricco di ampie zone naturalistiche complete di aree attrezzate e percorsi alpinistici.
- Parco delle terme 
 In contrada Calda, nelle immediate vicinanze dello stabilimento termale, si espande un grande parco verde ove sono presenti numerosi esemplari diversi di alberi ed arbusti. All'interno dello stesso è presente "l'oasi del benessere", suggestiva area caratterizzata da diverse cascate e l'opera d'arte contemporanea denominata Earth Cinema, realizzata nel 2010 dall'artista Anish Kapoor.
- Malboschetto
Il bosco comunale di Latronico, detto Malboschetto, ha una superficie di circa 700 ettari, con all'incirca 5.600.000 piante. È situato ai confini occidentali del massiccio del Monte Alpi con quota compresa tra gli 850 m s.l.m. e i 1070 m s.l.m. Lo strato arboreo è costituito quasi prevalentemente da cerri e faggi con sporadici nuclei di abete bianco e pino nero. È attraversato da una strada che porta fino ad un rifugio montano, all'incirca a 1000 m s.l.m.

Al suo interno ritroviamo in abbondante quantità vari frutti della natura tra cui fragole, funghi e more.

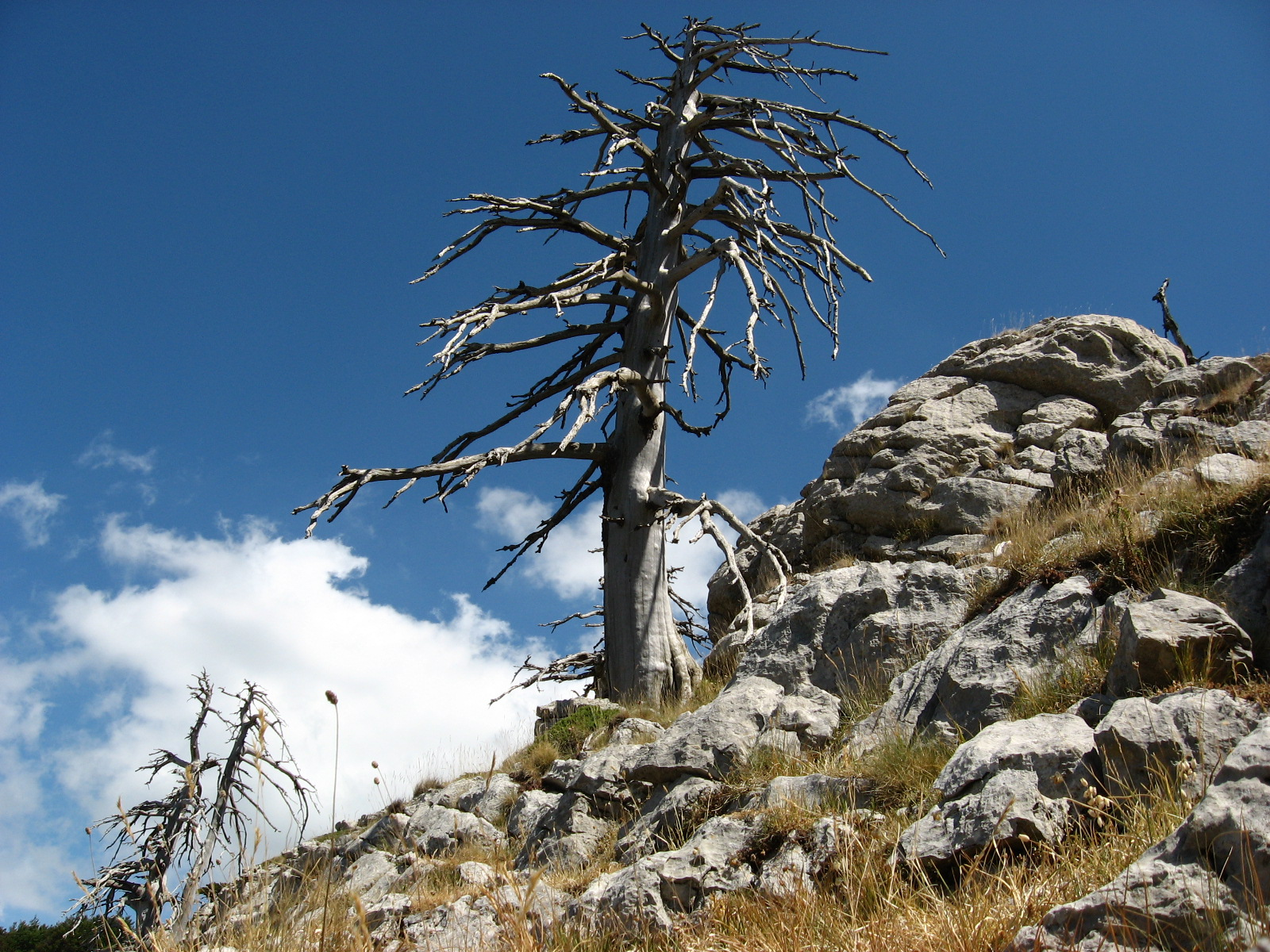
Un pino loricato ormai scheletro.

- Monte Alpi
Con diverse difficoltà durante il corso dell'anno si può raggiungere la cima del Monte Alpi, area naturalistica incontaminata che ospita inerpicato tra le rocce il pino loricato. La stazione di pini loricati del Monte Alpi risulta essere la più settentrionale d'Italia, contando all'incirca 1000 esemplari distribuiti tra le quote di 1200 e 1700 m s.l.m.

Meta di escursioni da parte degli appassionati e di passeggiate naturalistiche, è possibile risalire fino alla cima in diversi modi: in auto e poi proseguendo a piedi oppure seguendo i percorsi alpinistici organizzati da esperti arrampicatori.
- Pineta comunale
Caratterizzata da una ricca copertura arborea in prevalenza di pino nero e abete bianco con sparuti gruppi di cedri, cipressi e pseudotsuga; si estende su una superficie pari a 4 ettari. È posizionata alle porte del centro urbano del comune, a nord del rione Munisterio e vicino alla cappella di San Vito. La viabilità interna è esclusivamente pedonale e ciclabile.

## Società

### Evoluzione demografica
Il comune conta, al 30 giugno 2024, 3 994 abitanti così ripartiti: 1 993 maschi e 2 001 femmine.
| Evoluzione storica della popolazione |                    |
| anno                                 | abitanti           |
| 1275                                 | 560 (112 fuochi)   |
| 1532                                 | 1 270 (254 fuochi) |
| 1541                                 | 1 785 (357 fuochi) |
| 1561                                 | 1 795 (359 fuochi) |
| 1591                                 | 1 925 (385 fuochi) |
| 1630                                 | 1 328 (265 fuochi) |
| 1648                                 | 1 400 (280 fuochi) |
| 1669                                 | 785 (157 fuochi)   |
| 1722                                 | 1 723              |
| 1736                                 | 2 218              |
| 1748                                 | 2 307              |
| 1753                                 | 2 382              |
| 1791                                 | 3 321              |
| 1803                                 | 3 228              |
| 1806                                 | 3 427              |
| 1816                                 | 3 445              |
| 1828                                 | 3 889              |
| 1833                                 | 3 536              |
| 1845                                 | 3 928              |
| 1848                                 | 4 094              |
| 1851                                 | 4 262              |

| Località    | m s.l.m.    | Popolazione |
| ----------- | ----------- | ----------- |
| Calda       | 720         | 434         |
| Latronico   | 888         | 2 374       |
| Magnano     | 688         | 1 067       |
| Mileo       | 655         | 524         |
| Cerri       | 700         | 82          |
| Cimitero    | 653         | 72          |
| Fraccia     | 893         | 16          |
| Iannazzo    | 850         | 76          |
| Ischitelli  | 775         | 7           |
| Lucarelli   | 733         | 44          |
| Masullo     | 640         | 9           |
| Perosa      | 563         | 22          |
| Pirricchio  | 886         | 23          |
| Preti       | 789         | 140         |
| Procoio     | 705         | 132         |
| Serrone     | 680         | 143         |
| Varrazzo    | 600         | 103         |
| Case sparse | -           | 119         |
| Santa Croce | 1 250/1 893 | -           |

Abitanti censiti

### Etnie e minoranze straniere
Latronico è stata interessata da un'ampia emigrazione durante il Novecento, prima verso le Americhe (Argentina, Brasile, Uruguay), successivamente verso l'Europa settentrionale (Germania, Svizzera) e l'Italia nord-occidentale (soprattutto Lonate Pozzolo, Modena e Prato, dove si contano nutrite comunità di latronichesi), oggi invece è interessata in modo superficiale dall'immigrazione.
Al 31 dicembre 2023 a Latronico risultano residenti 147 cittadini stranieri, che rappresentano il 3,65% della popolazione latronichese.

### Religione
La religione professata dalla maggioranza della popolazione latronichese, è la religione cattolica. La parrocchia fa parte della diocesi di Tursi-Lagonegro.
Attualmente operano sul territorio il parroco e un curato, oltre alla presenza di sacerdoti in pensione. Oltre alla confessione cattolica a Latronico sono presenti anche i Testimoni di Geova che contano all'incirca 150 fedeli.
Il patrono cristiano della comunità di Latronico è Sant'Egidio abate, che si festeggia il 1º settembre.

## Cultura

### Musei
- Museo del Termalismo
Il Museo del Termalismo, allestito nello storico stabilimento termale costruito nel 1928, è nato con lo scopo di approfondire e diffondere le conoscenze intorno all'attività termale del territorio comunale. Le terme, oltre a rivestire un'importante funzione terapeutica, sono state negli anni un significativo spazio di aggregazione e un elemento modificatore dei costumi sociali, tanto da rivestire una funzione di osservatorio sulle trasformazioni della vita sociale latronichese nel '900. Il museo si articola in otto sezioni: il ritorno a Latronico; la piazza; le terme e la socializzazione; le terme e le cure; l'artigianato latronichese; i cibi tradizionali; il rito e la festa; l'emigrante e le sue storie. Completano l'allestimento lo spazio introduttivo e la galleria espositiva, dedicati alla rappresentazione e valorizzazione delle attività termali e alle risorse del territorio. La presenza di elementi assai diversi, da pannelli fotografici a filmati, da oggetti a testi, inseriti in ambientazioni scenografiche, caratterizza un allestimento che punta a fare immergere il visitatore in un mondo passato. Le aree espositive presentano schermi tattili e documentazione inerente.
- Museo Civico Archeologico
Situato nella frazione Calda, ospita una selezione di materiali archeologici concessi in affidamento dalla Soprintendenza Archeologica della Basilicata e provenienti da scavi regolari condotti nel territorio di Latronico. È composto da due sale: quella della Preistoria e un'altra dell'Età storica, entrambe dotate di una serie di vetrine con didascalie e alle pareti pannelli esplicativi con documentazione grafica e fotografica. I materiali esposti riflettono gli intensi scambi culturali che la località di Colle dei Greci nel corso del VII e VI secolo a.C. aveva sia con i Greci della costa ionica sia con gli Etruschi dell'area campano-tirrenica. È possibile apprezzare al suo interno tutti i reperti rinvenuti nelle campagne di scavo su Colle dei Greci e nelle Grotte di Calda.
- Museo delle Arti, dei Mestieri e della Civiltà contadina
Il Museo delle Arti, dei Mestieri e della Civiltà Contadina,[23] inaugurato nel 2000, nasce dall'esigenza di documentare quel mondo contadino che sta rapidamente scomparendo, recuperando il patrimonio dei suoi usi e costumi. Gli oggetti esposti non riflettono, però, il lavoro di una sola classe sociale, quella contadina, ma testimoniano anche il lavoro degli artigiani di supporto all'agricoltura. Il Museo è costituito da raccolte private latronichesi acquistate dal Comune, grazie a finanziamenti esterni. Completo di pannelli esplicativi e materiale informativo.

### Artigianato

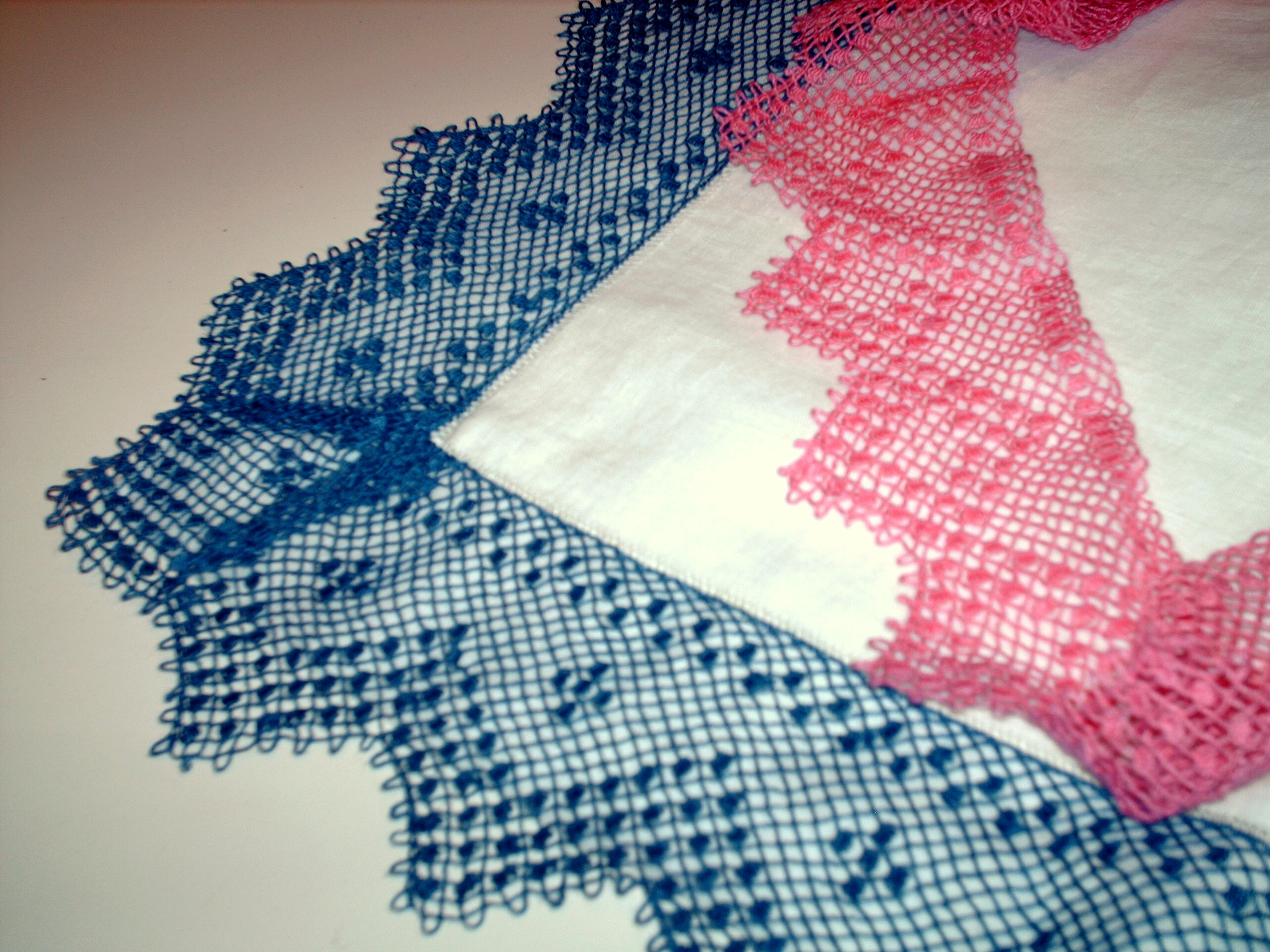
Il tipico puntino ad ago di Latronico.

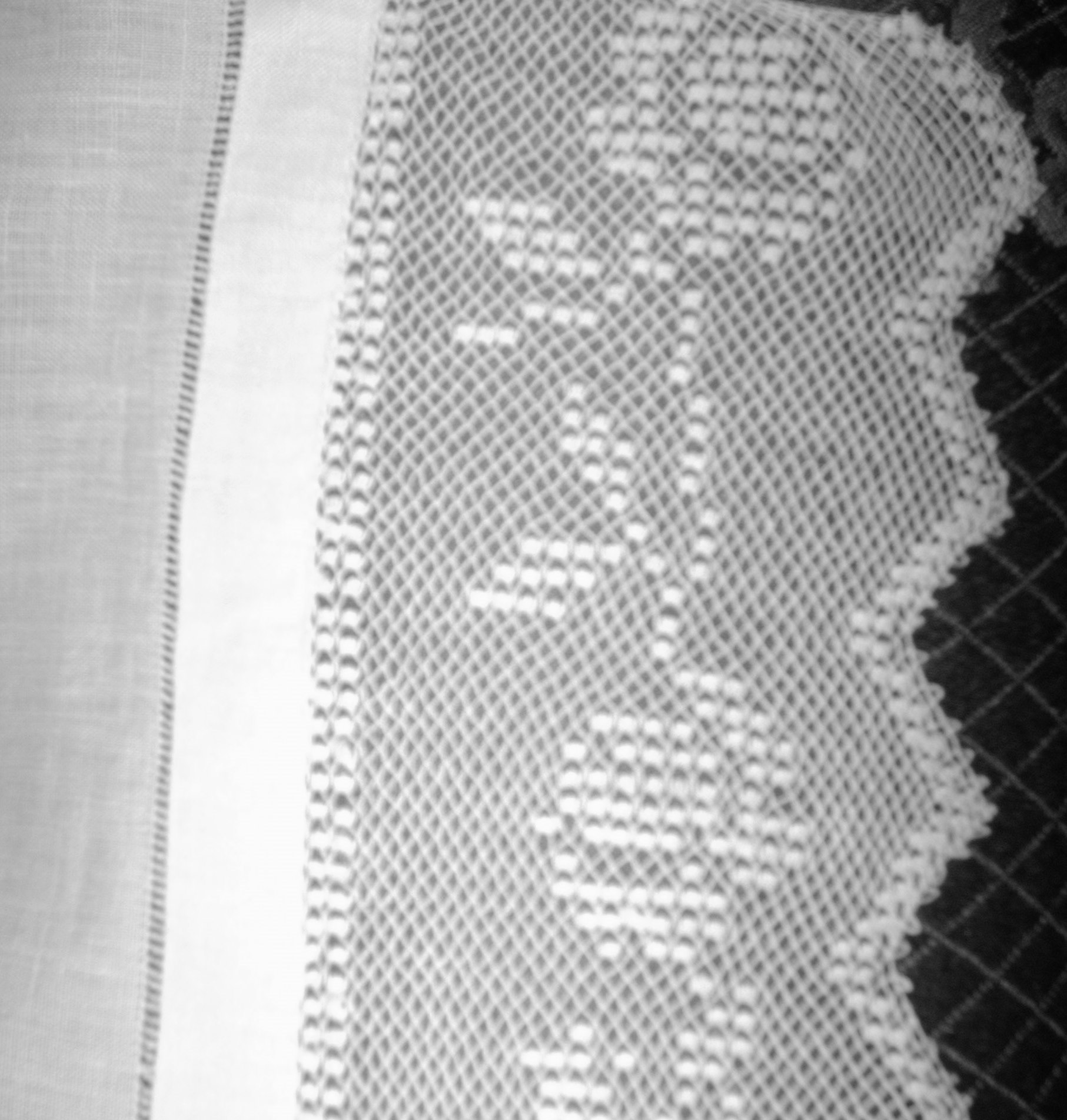
Merletto applicato ad un asciugamano.

- Puntino ad ago di Latronico
Menzione particolare va fatta al merletto e puntino ad ago. Le origini di questa tradizione risale ad alcune generazioni fa: è noto che alcune donne di Latronico di inizio Novecento ne conoscessero l'esecuzione. All'inizio del secolo scorso, appartengono alcuni pregevoli manufatti conservati ancora oggi in case private. Differente da tutti gli altri tipi di lavorati, ne è ignota l'origine, si ritiene che questo merletto sia un derivato dal filet classico molto diffuso nel comune di Latronico ed esportato nei paesi limitrofi. La tradizione del puntino ad ago di Latronico è molto praticata ancora oggi, sia per i corredi nuziali sia per arricchire l'abbigliamento. Molti lavori hanno ricevuto rilevanza nazionale tramite pubblicazioni su periodici del settore quali Rakam[24].
- Lavorazione artigianale della pietra
Grazie alla presenza di giacimenti di pirite, marmo, quarzo, talco e alabastro bianco sul Monte Alpi già in epoche remote la lavorazione della pietra era un'attività ampiamente diffusa. Gli esperti scalpellini latronichesi lavorano tuttora la caratteristica pietra grigia di Latronico che ora si può ammirare su portali, scalinate e pavimenti. Ampio uso ne è stato fatto nella costruzione di portali nel centro storico e nelle chiese, dove si possono apprezzare manufatti di un certo spessore artistico, come la statua di Sant'Egidio custodita nell'omonima chiesa, acquesantiere e vari altari.

### Cucina
La cucina tradizionale presenta tutte pietanze prodotte con le genuinità della terra, con ingredienti autoprodotti e semplici ma di ottima fattura nonché di una squisitezza unica.
Tra i primi piatti, tutti rigorosamente fatti di pasta casereccia, da menzionare vi sono senza dubbio: le Tapparedde cch'i lardari (lasagnette con funghi porcini), i Maccaruni 'i casa ccu' savuzizzonu e coria (fusilli con salsiccione e cotica), i Rascatieddi du' gualano (gnocchi a tre dita del lavoratore), i Maccaruni 'i casa cca' muddica (fusilli con la mollica del pane), i Tagliulini e fasuoli ccu' zzifft (tagliolini, fagioli e polvere di peperoni macinati), le Lagane e ciciri (lagane e ceci), la Coria e fasuoli (cotica e fagioli), Raviuoli cca' ricotta (ravioli con ricotta di pecora), Virmicieddi 'a trappitara (vermicelli alla trappitara).
I secondi piatti sono rappresentati da: Crapettu sfrittuliatu (capretto fritto in padella), Baccalà e zafarane crusc'che (baccalà e peperoni cruschi), Ainu ccu' patane e cipuddine (agnello con patate e cipolline selvatiche), Puddastru arrustutu (pollo nostrano arrostito) e la Custata 'i castratu arrustuta (costata di castrato arrosto).
Altre pietanze tipiche sono: gli gliummarieddi (budelline di agnello avvolte a gomitolo), la pastorale (carne di pecora cucinata secondo l'usanza dei pastori lucani), la 'Rrappaiona (piatto antichissimo composto da tutti i tipi di legumi e cereali con l'aggiunta di lardo, aglio, prezzemolo e peperoncino), una varietà di insaccati (salsiccia, salsiccione, soppressata, prosciutto, capicollo), latticini (formaggio pecorino, caprino, ricotta) e funghi (porcini, ovoli, gallinacci). Non raramente la cucina si arricchisce di selvaggina, come il cinghiale e la lepre.
Dolci tipici della tradizione latronichese sono: u sanguinaccio (il sanguinaccio, dolce fatto in massima parte di sangue di maiale con aggiunta di riso, uva passa e cioccolato), u purciddato (dolce pasquale) e i cannarìculi (dolcetti di pasta fritta consumati nel periodo di carnevale).

### Eventi
Uno degli eventi più importanti di Latronico è la festa di Sant'Egidio Abate, con la consueta processione per le vie del paese della statua del Santo. Rinomata a livello regionale, ha una durata di tre giorni (30, 31 agosto e 1º settembre).
Sino all'anno 2017 si è svolto il palio rionale di S. Egidio, evento nel quale si sfidavano in prove sportive diverse squadre rappresentanti i rioni del paese.

## Geografia antropica

### Suddivisioni storiche

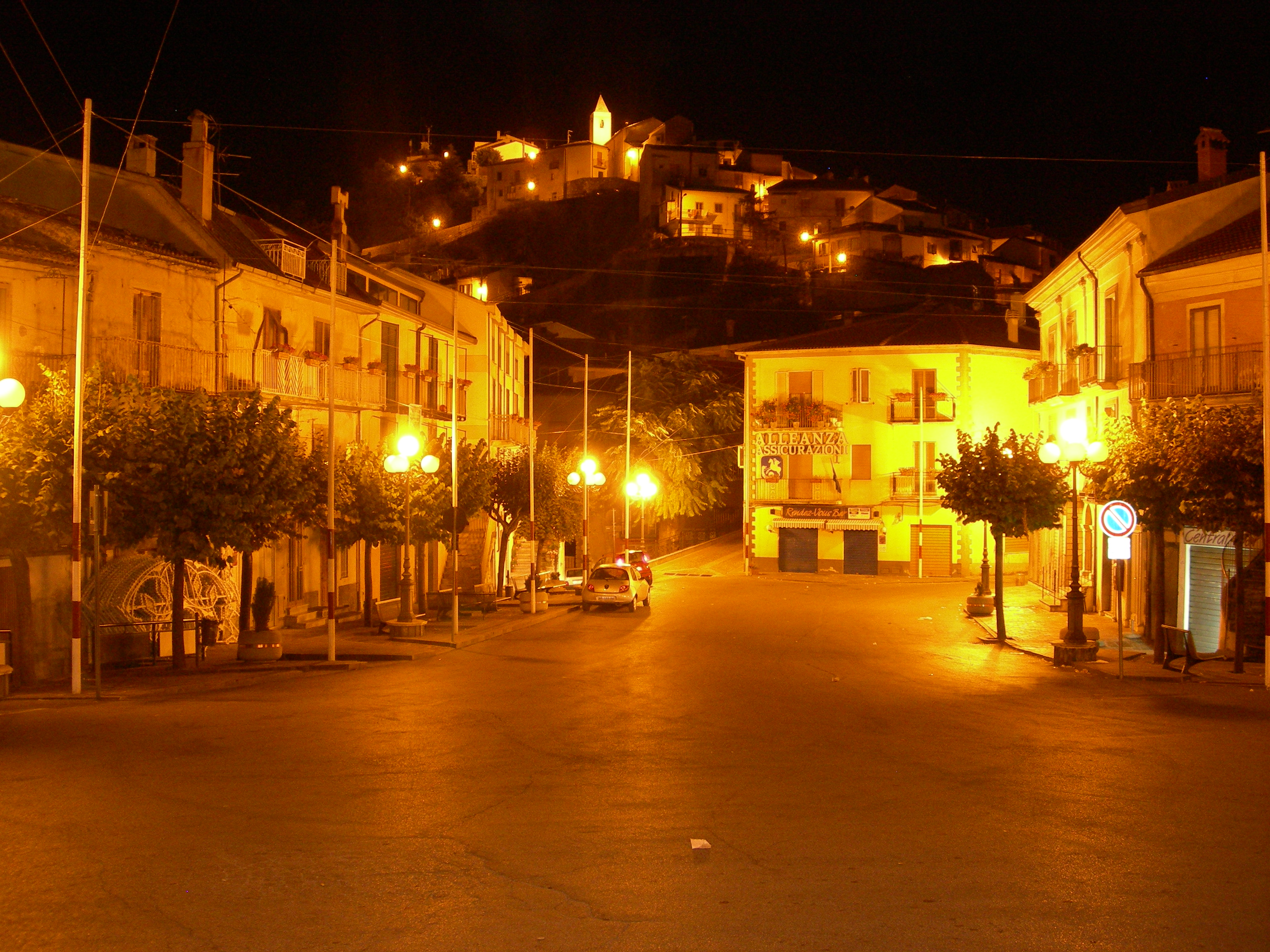
Il rione Codda illuminato di notte

- Rione Capadavutu
È senza dubbio il primo rione abitato di Latronico. Anticamente costruito a ventaglio attorno al castello baronale (di cui oggi non rimane alcuna traccia) e alla chiesa di San Nicola, ha mantenuto nonostante i pesanti riammodernamenti delle case la sua struttura originaria. È caratterizzato da un'architettura povera: le case addossate le une alle altre creano un labirinto di stradine ripide e vicoli, dette carrare, la cui massima larghezza raggiunta è quella del metro. All'interno del rione si ritrovano vari portali di ottima fattura ad opera degli scalpellini locali. Ospita la basilica minore di Sant'Egidio abate e la chiesa di San Nicola, rispettivamente risalenti al XIV e XII secolo. Vicino alla chiesa di San Nicola c'è il largo Eleonora Pimentel, il punto più alto del paese, dove è possibile contemplare lo spettacolare paesaggio.
- Rione Cimarotto
Formatosi subito dopo il centro storico si sviluppa immediatamente a valle di piazza Umberto I. Al suo interno ritroviamo la cappella di San Cataldo.

- Rione Codda
Con il passare del tempo e il progressivo spopolamento del centro storico è diventato il nuovo punto nevralgico del paese, frequentato in tutte le stagioni dai latronichesi che ne hanno fatto un po' il salotto. Ospita svariati esercizi commerciali, in particolar modo quelli dedicati all'intrattenimento. Nel rione è presente il palazzo Gioia, uno dei più grandi palazzi di Latronico.
- Rione Munisteriu
Deve il nome al convento di Frati Minori Osservanti che un tempo ospitava. Nel rione è presente la chiesa della Madonna delle Grazie, la cui semplice facciata presenta un portale del XVIII secolo e la cappella di San Vito. Lambisce nella sua parte più alta la pineta comunale.
- Rione Viscigliu
Abbraccia l'area compresa tra via Zanardelli e via Roma. Sorto in una zona anticamente caratterizzata dalla presenza diffusa di piante di visciglio (il cerro), oggi è un quartiere con discreta densità demografica che vanta insediamenti artigianali e commerciali. Al suo interno si può apprezzare la piccola cappella di Sant'Antonio.
- Rione Funtana 'a Villa
Prende il nome dalla presenza di un'antica fontana pubblica adibita a lavatoio. Fino agli anni cinquanta considerato quartiere fuori porta, oggi è il quartiere che ha conosciuto maggiormente lo sviluppo edilizio degli anni sessanta-settanta e gode di discreta presenza demografica e di attività commerciali. Nel rione è presente il complesso scolastico comprendente le scuole medie e il Liceo Scientifico "G. De Lorenzo", sezione staccata di Lagonegro.

### Frazioni
Il territorio comunale è formato da svariate frazioni.
Esse sono (in ordine decrescente di abitanti): Agromonte Magnano, Agromonte Mileo, Calda, Serrone, Preti, Procoio, Varrazzo, Cerri, Iannazzo, Cimitero, Lucarelli, Pirricchio, Perosa, Fraccia, Masullo, Ischitelli e Santa Croce.

## Infrastrutture e trasporti

### Strade
Latronico è interessato dalla strada statale 653 della Valle del Sinni.

### Mobilità urbana
I trasporti interurbani del Comune vengono svolti con autoservizi di linea gestiti da Sita Sud.

## Amministrazione
| Periodo | Periodo   | Primo cittadino           | Partito         | Carica  | Note   |
| ------- | --------- | ------------------------- | --------------- | ------- | ------ |
| 1946    | 1948      | Attilio Fanelli           | -               | Sindaco |        |
| 1948    | 1948      | Vincenzo Rossi            | -               | Sindaco |        |
| 1948    | 1948      | Gaetano Guarino           | -               | Sindaco |        |
| 1948    | 1960      | Vincenzo Ciminelli        | -               | Sindaco |        |
| 1961    | 1963      | Mario D'Angelo            | -               | Sindaco |        |
| 1964    | 1964      | Pietro Cerminara          | -               | Sindaco | I      |
| 1965    | 1965      | Luigi Grezzi              | -               | Sindaco |        |
| 1965    | 1966      | Egidio Gioia              | -               | Sindaco |        |
| 1966    | 1970      | Pietro Cerminara          | -               | Sindaco | II     |
| 1970    | 1974      | Giovanni Del Vecchio      | -               | Sindaco |        |
| 1975    | 1976      | Egidio Luigi Ponzo        | -               | Sindaco | I      |
| 1976    | 1978      | Carmelo Rosario Grezzi    | -               | Sindaco |        |
| 1978    | 1983      | Albino Rossi              | -               | Sindaco | [ 25 ] |
| 1983    | 1984      | Luigi Ciminelli           | -               | Sindaco | [ 25 ] |
| 1985    | 1985      | Egidio Nicola Mitidieri   | -               | Sindaco | [ 25 ] |
| 1985    | 1990      | Egidio Luigi Ponzo        | -               | Sindaco | [ 25 ] |
| 1991    | 1992      | Domenico Ponzo            | -               | Sindaco | [ 25 ] |
| 1992    | 1993      | Aniello De Blasio         | -               | Sindaco | [ 25 ] |
| 1994    | 1997      | Domenico Antonio Pugliese | -               | Sindaco | [ 25 ] |
| 1997    | 2001      | Franco Mastropierro       | -               | Sindaco | [ 25 ] |
| 2002    | 2012      | Egidio Nicola Ponzo       | Centro-sinistra | Sindaco | [ 25 ] |
| 2012    | 2017      | Fausto Alberto De Maria   | Lista civica    | Sindaco | [ 25 ] |
| 2017    | 2022      | Fausto Alberto De Maria   | Lista civica    | Sindaco | [ 25 ] |
| 2022    | in carica | Fausto Alberto De Maria   | Lista civica    | Sindaco | [ 25 ] |

## Sport
Hanno sede nel comune le società di calcio Polisportiva Latronico Terme, Virtus Latronico e Polisportiva Agromonte, che hanno disputato campionati dilettantistici regionali.

### Impianti sportivi
- Stadio comunale, inaugurato nell'estate del 1974, è posto alla periferia del centro abitato. In seguito a profondi riammodernamenti e lavori di messa in sicurezza lo stadio è stato munito di campo in erbetta, dispone di tribune coperte, di spogliatoi e di illuminazione notturna.
- Campo da tennis comunale, sito all'interno del centro sportivo comunale di contrada Calda, dispone di campo in gomma ed è munito di spogliatoi e illuminazione per le partite in notturna. È utilizzato esclusivamente per le partite di tennis outdoor.
- Playground polifunzionale, sito in c.da Calda, è stato realizzato per consentire la pratica del calcio a 5, del basket e del volley. Dispone di illuminazione per le attività in notturna.
- Piscina coperta polifunzionale, situata all'interno del centro sportivo comunale.